# Dorfkirche Höckendorf (Laußnitz)

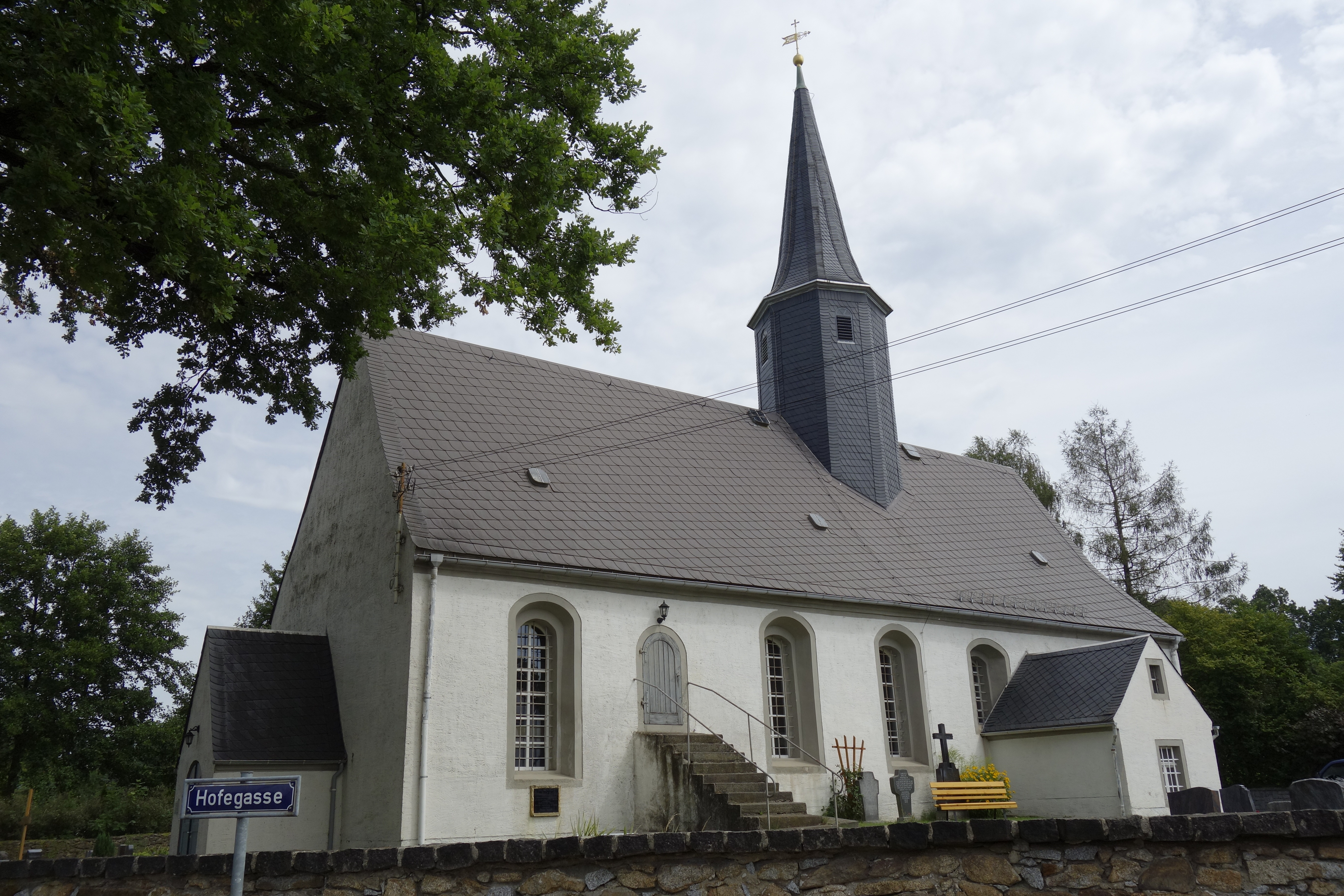
Dorfkirche Höckendorf (Laußnitz)

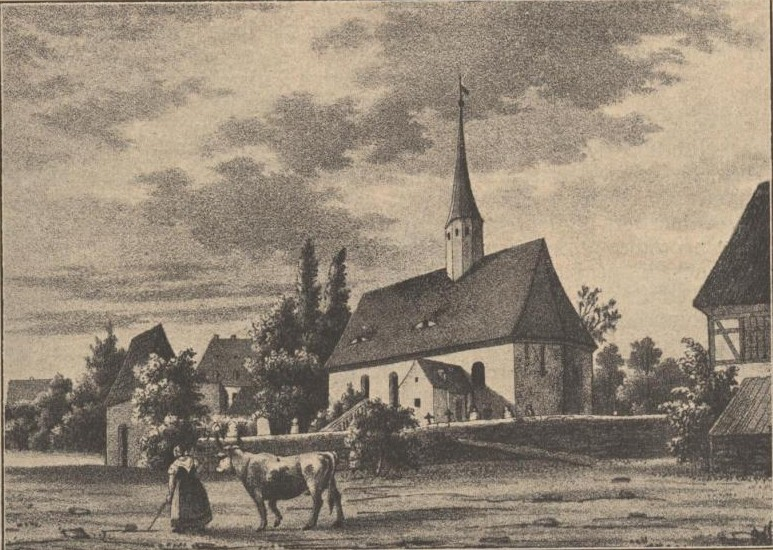
Ansicht 1840

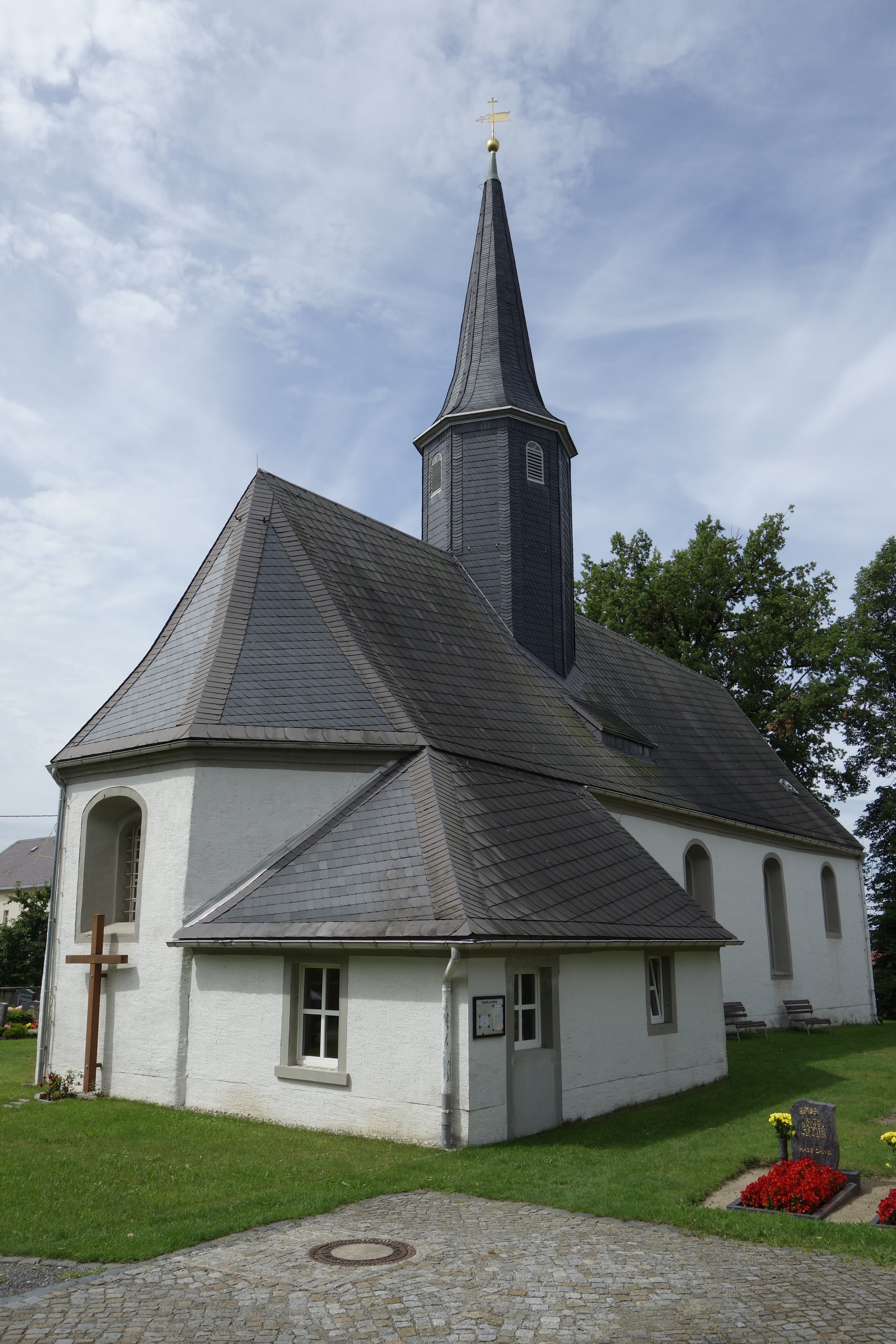
Nordostansicht

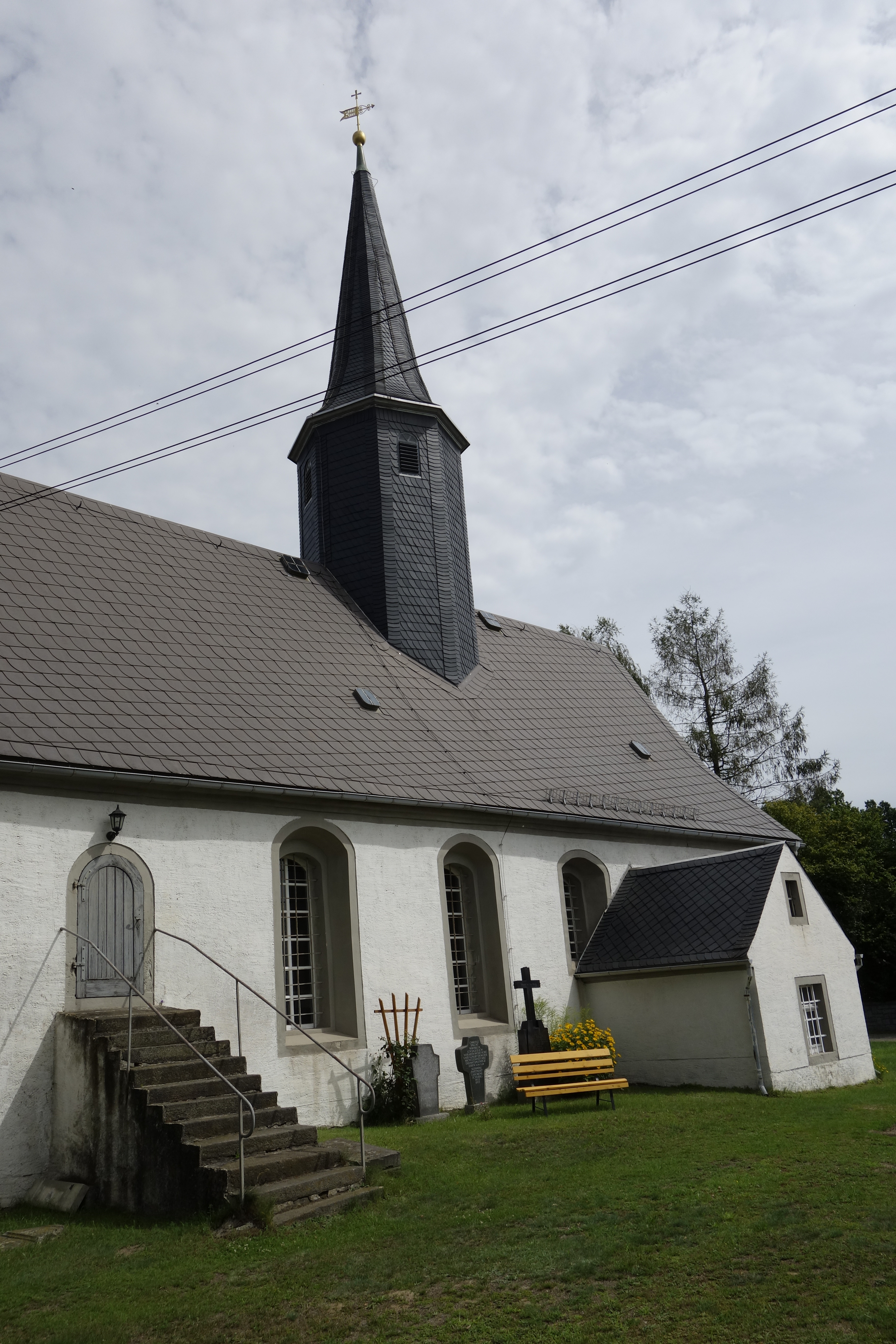
Südseite mit Zugang zur Patronatsloge

Die evangelische Dorfkirche Höckendorf ist eine mittelalterliche Saalkirche im Ortsteil Höckendorf von Laußnitz im Landkreis Bautzen in Sachsen. Sie gehört zur Kirchengemeinde Königsbrück der Evangelisch-Lutherischen Landeskirche Sachsens.

## Geschichte und Architektur
Die mittelalterliche Kirche wurde 1671 nach Westen erweitert und mit einer wertvollen Ausstattung versehen. Eine Restaurierung wurde 1935 vorgenommen.
Das langgestreckte verputzte Bauwerk endet in einem Dreiachtelschluss und ist mit einem Satteldach mit achteckigem Dachreiter und Pyramidenspitze abgeschlossen. Es zeigt Rundbogenfenster; an der Südseite wird die ehemaligen Patronatsloge über eine rampenartige Treppe erschlossen.
Der flachgedeckte Saal wird innen durch eine Kassettendecke mit ornamentaler Bemalung abgeschlossen. Emporen zur Nord-, West und westlichen Südseite sind an der Decke aufgehängt und mit profilierten Brüstungs- und Fußbalken gegliedert. Auf den Feldern der Brüstungen sind gemalte Szenen aus dem Alten und dem Neuen Testament dargestellt, mit gemalten Rollwerkornamenten dazwischen. Insbesondere die Bemalung der Orgelempore mit Engelsköpfen, Vögeln und Blumen verdient Beachtung. Diese Malereien wurden angeblich von dem Dresdner Paul Konrad 1616 angefertigt.

## Ausstattung
Der hölzerne Altar aus dem Jahr 1615 zeigt ein geschnitztes Relief mit einer Darstellung des Abendmahls in einem breiten, mit Diamantquadern geschmückten Rahmen, das von Säulen flankiert ist, die ein unverkröpftes Gesims tragen. Das abschließende Kruzifix wie auch die seitlichen Anschwünge wurden erst 1673 hinzugefügt.
Die hölzerne Kanzel aus dem Jahr 1615 zeigt bemalte Brüstungsfelder mit Darstellungen von Aaron, Moses, Salvator mundi und Ecclesia. Der zugehörige Schalldeckel ist mit einer gemalten Taube geschmückt.
Der würfelartige Taufstein aus Holz zeigt Darstellungen der Taufe Christi und Christus, die Kinder segnend mit Rollwerkornamenten, der dazugehörige Deckel einen von acht Docken getragenen Aufsatz.
Mehrere Sandsteingrabmäler aus dem 17. und 18. Jahrhundert sind mit figürlichen Darstellungen versehen. In der Südostecke stehen Grabdenkmäler der Familie Uschner aus den Jahren 1648 und 1656.

## Orgel
Die barocke Orgel mit zehn Registern auf einem Manual und Pedal ist ein Werk von Andreas Mager und Johann Christoph Pfützner aus den Jahren 1754/1755.
Zahlreiche kleinere Reparaturen, insbesondere der Bälge sind aus dem 19. Jahrhundert überliefert. Im Jahr 1911 wurden durch die Orgelbaufirma Julius Jahn & Sohn Reinigungs- und Stimmungsarbeiten ausgeführt. 1917 mussten die Prospektpfeifen abgegeben werden. Im Jahr 1935 wurde bei einer Begutachtung durch den Bautzener Domorganisten Horst Schneider ein Zustand der Verwahrlosung konstatiert. 1936 wurden bei einer Reparatur durch die Firma Eule Orgelbau Bautzen beim Register Gedackt 4′ Zinnpfeifen anstelle der durch Holzwurmbefall zerstörten Holzpfeifen eingebaut und die Bälge versetzt. Im Jahr 1956 wurde durch die Firma Jehmlich der Stimmton durch Umhängen der Traktur um einen Halbton herabgesetzt, wodurch das tiefe C in Manual und Pedal entfiel. Zusätzlich wurde ein Magazinbalg mit einem Schleudergebläse eingebaut.
Im Jahr 1991 wurden der Mittelturm gekürzt und neue Schleierbretter angefertigt und eingebaut. Im Jahr 2014 wurde die Orgel erneut überholt.
Die Disposition lautet:
| I Manual CD–c3 |    |
| Gedackt        | 8′ |
| Flauto         | 8′ |
| Quintadena     | 8′ |
| Principal      | 4′ |
| Gedackt        | 4′ |
| Quinta         | 3′ |
| Octave         | 2′ |
| Mixtur III     | 1′ |

| Pedal CD–c1  |     |
| Subbaß       | 16′ |
| Principalbaß | 08′ |

- Koppeln: I/P
- Spielhilfen: Ventil (möglicherweise ursprünglich Tremulant)

## Geläut
Das Geläut besteht aus zwei Bronzeglocken, der Glockenstuhl ist wie auch die Glockenjoche aus Eichenholz gefertigt.
Im Folgenden eine Datenübersicht des Geläutes:
| Nr. | Gussdatum | Gießer                         | Material | Durchmesser | Masse  | Schlagton |
| --- | --------- | ------------------------------ | -------- | ----------- | ------ | --------- |
| 1   | 1590      | Glockengießerei M. Hilliger II | Bronze   | 788 mm      | 310 kg | c″        |
| 2   | 1798      | Glockengießerei J.J. Kittel    | Bronze   | 625 mm      | 150 kg | e″        |